# سلمى باشا
سلمى باشا (مواليد 9 نوفمبر 2000) هي لاعبة كرة قدم فرنسية من اصل جزائري تلعب في مركز الظهير أو الجناح الأيسر في نادي أولمبيك ليون.

## روابط خارجية
- سلمى باشا على موقع الاتحاد الأوربي (الإنجليزية)
- سلمى باشا على موقع قاعدة بيانات كرة القدم.إي يو (الإنجليزية)
- سلمى باشا على موقع ليكيب (الفرنسية)
- سلمى باشا على موقع Soccerway.com (الإنجليزية)
- سلمى باشا على موقع عالم كرة القدم.نت (الإنجليزية)